# Уорд, Джемма
Дже́мма Луи́за Уо́рд (англ. Gemma Louise Ward; род. 3 ноября 1987, Перт, Австралия) — австралийская  топ-модель и актриса. 

## Юность
Джемма Уорд родилась 3 ноября 1987 года в городе Перт (Западная Австралия) в семье Гари и Клэр Уорд. Её старшая сестра, Софи Уорд, тоже работает моделью. Помимо старшей сестры у Джеммы есть двое младших братьев — Оскар и Генри.
Получила образование в Колледже Пресвитерианских леди (англ. Presbyterian Ladies' College) и Колледже Шентона (англ. Shenton College) в своём родном городе.

## Карьера
Карьера Джеммы началась случайно. Её заметил скаут модельного агентства во время кастинга талантливых молодых людей на телевизионном австралийском шоу «В поисках супермодели», куда она пришла поддержать своих друзей.
В шестнадцатилетнем возрасте Джемма стала самой молодой моделью, попавшей в топ-лист от американского журнала Vogue. Она принимала участие в показах таких известных модельеров, как Prada, Versace, Jean Paul Gaultier, Lanvin, Gucci, Chanel, Valentino, Alexander McQueen и многих других.
Джемма украсила обложки таких известных журналов, как Vogue и Time. В сентябре 2004 года Джемма появилась на обложке журнала Teen Vogue.
2005 год принёс восемнадцатилетней Джемме настоящую славу, когда она подписала договор с китайской версией популярного издания Vogue, 300 000 копий которого с Джеммой на обложке разошлись за несколько часов. В этом же году Джемма стала лицом нового аромата от Calvin Klein. Контракт с Calvin Klein принёс ей более 1 миллиона долларов. Позже аналогичные суммы Джемме Ворд стали выплачивать Burberry и Valentino.
В июле 2007 года Джемма, заработавшая за прошедший год около 3 миллионов долларов, попала в топ-лист журнала Forbes, оказавшись на десятом месте в списке самых богатых супермоделей в мире.

## Личная жизнь
Джемма встречается с Дэвидом Леттсом. У пары есть трое детей — дочь Найя Леттс (род. 04.12.2013), сын Джет Оушен Леттс (род. 31.01.2017) и дочь Кирра Леттс (род. 13.06.2020).

## Киносъёмки
- С 2001 года снимается в кино. Помимо кино Джемма также снялась в музыкальном клипе «Дочери» Джона Мейера.
- В 2011 году вышел фильм «Пираты Карибского моря: На странных берегах», где Джемма сыграла эпизодическую роль поющей русалки.

## Фильмография
| Год  |   | Русское название                            | Оригинальное название                       | Роль                        |
| ---- | - | ------------------------------------------- | ------------------------------------------- | --------------------------- |
| 2001 | ф | Розовая пижама                              | Pink Pyjamas                                | Хайди                       |
| 2008 | ф | Чёрный шар                                  | The Black Balloon                           | Джекки Мастерс              |
| 2008 | ф | Незнакомцы                                  | The Strangers                               | Незнакомка                  |
| 2011 | ф | Пираты Карибского моря: На странных берегах | Pirates of the Caribbean: On Stranger Tides | русалка Тамара              |
| 2013 | ф | Великий Гэтсби                              | The Great Gatsby                            | девушка на вечеринке Гэтсби |
| 2023 | с | Пока мужчин нет дома                        | While the Men are Away                      | Сэди                        |
| 2024 | с | Дамы в чёрном                               | Ladies in Black                             |                             |
|      | ф | Лоуэр-Лейк                                  | Lower Lake                                  | Лиза                        |